# Касерин (област)
Касерин (на арабски: ولاية القصرين‎) е една от 24-те области (вилаети) на Тунис. Разположена е в западната част на страната и граничи с Алжир. Площта на област Касерин е 8066 км², а населението е около 412 000 души (2004). Столица на областта е град Касерин.